# Cornwallis (Schiff, 1904)
Die HMS Cornwallis war ein Einheitslinienschiff (engl. pre-dreadnought) der Duncan-Klasse das Ende des 19. Jahrhunderts für die Royal Navy gebaut wurde.

## Geschichte
Die Cornwallis benannt nach William Cornwallis wurde am 19. Juli 1899 bei Thames Ironworks and Shipbuilding and Engineering auf Kiel gelegt, am 13. Juli 1901 vom Stapel gelassen und am 9. Februar 1904 für den Einsatz in der Mittelmeerflotte in Dienst gestellt. Am 17. September 1904 kollidierte sie mit der griechischen Brigantine Angelica, erlitt aber keine schweren Schäden.
Im Februar 1905 wurde sie zur Kanalflotte abkommandiert und am 14. Januar 1907 zur Atlantic Fleet. Im August 1909 kehrte sie erneut zur Mittelmeerflotte zurück. Im Rahmen der Flottenumstrukturierung vom 1. Mai 1912 wurde die Mittelmeerflotte zum 4. Schlachtgeschwader der Home Fleet und die Cornwallis Teil dieser neuen Flotte. Im März 1914 wurde sie mit einer Rumpfbesatzung dem 6. Schlachtgeschwader zugewiesen.

### Erster Weltkrieg
Zum Beginn des Ersten Weltkriegs im August 1914 sollte die Cornwallis zusammen mit den Schlachtschiffen Agamemnon, Albemarle, Exmouth, Duncan, Russell und Vengeance im 6. Schlachtgeschwader der Kanalflotte eingesetzt werden, wo sie im Ärmelkanal patrouillieren und die Bewegung der britischen Expeditionsstreitkräfte nach Frankreich begleiten sollte. Es gab jedoch auch Pläne, das 6. Kampfgeschwader der Grand Fleet zuzuweisen, und als der Krieg begann, beantragte der Oberbefehlshaber der Grand Fleet, Admiral John Jellicoe, dass die Cornwallis und ihre vier verbliebenen Schwesterschiffe der Duncan-Klasse dem 3. Schlachtgeschwader der Grand Fleet für Patrouillendienste zugewiesen würden, um den dortigen Mangel an Kreuzern auszugleichen. Dementsprechend wurde das 6. Schlachtgeschwader vorübergehend aufgelöst, und die Cornwallis wurde am 8. August 1914 in Scapa Flow dem 3. Schlachtgeschwader zugewiesen.
Die Cornwallis und ihre vier Schwesterschiffe sowie die Schlachtschiffe der King-Edward-VII-Klasse wurden am 2. November 1914 vorübergehend zur Kanalflotte verlegt, um diese angesichts der Aktivitäten der Kaiserlichen Deutschen Marine im Ärmelkanal zu verstärken. Am folgenden Tag griff die deutsche Flotte Yarmouth an. Die Cornwallis und der Rest des 3. Geschwaders waren zu diesem Zeitpunkt auf der Nordpatrouille unterwegs und standen daher während des deutschen Angriffs nicht zur Verfügung. Am 13. November 1914 kehrten die Schiffe der King-Edward-VII-Klasse zur Grand Fleet zurück und die Cornwallis und ihre Schwesterschiffe wurden erneut zum 6. Schlachtgeschwader zusammengefasst.

#### Überfall auf Seebrügge und Ostende
Nachdem sie sich am 14. November wieder dem 6. Schlachtgeschwader angeschlossen hatte, erhielt die Cornwallis den Befehl, deutsche U-Boot-Basen in Belgien anzugreifen. Am 21. November verließ sie Portland in Begleitung von acht Zerstörern, einer Gruppe von Trawlern und zwei Luftschiffen in die Richtung der belgischen Küste. Dort begann man am 23. November mit dem Beschuss von Zeebrugge. Obwohl man über 400 Geschosse abgefeuerte und laut Berichten niederländischer Beobachter zufolge erhebliche Schäden verursacht wurden, brachte der Angriff relativ wenig, wodurch die Royal Navy von solchen Angriffen absah.

#### Dardanellen

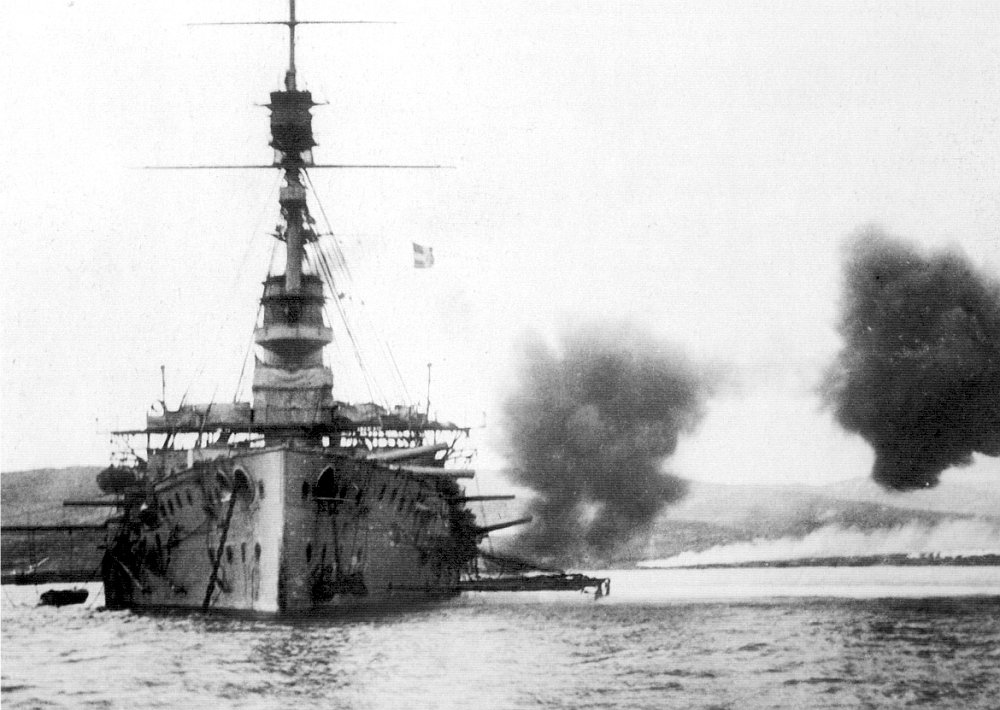
Cornwallis feuert eine Breitseite während des Rückzuges bei Suvla im Dezember 1915. Photo by Ernest Brooks

Im Januar wurde die Cornwallis ins Mittelmeer verlegt, um an Marine-Operationen während der Schlacht von Gallipoli teilzunehmen. Sie verließ Portland am 24. Januar 1915 und traf am 13. Februar 1915 in Tenedos ein, um sich dem britischen Dardanellen-Geschwader unter Admiral Sackville Carden anzuschließen. Admiral Sackville entwickelte einen Plan, um die Meerenge zu überwinden und die osmanische Hauptstadt Konstantinopel anzugreifen, indem er die osmanische Küstenverteidigung aus der Ferne neutralisierte, die Minenfelder in den Dardanellen räumte und dann in das Marmarameer eindrang. Die äußeren Verteidigungsanlagen am Eingang der Meerenge befanden sich nördlich am Kap Helles (Ertugrul, Seddulbahir) und südlich am Strand von Kum Kale. (Kum Kale, Orhaniye Tepe) Zusätzlich zu den inneren Verteidigungsanlagen die die Meerenge bei Çanakkale abdeckten befanden sich mehrere Minenfelder. Jenseits dieser inneren Festungen gab es praktisch keinerlei Verteidigung. Am 19. Februar gegen 9:50 Uhr eröffnete die Cornwallis das Feuer auf die feindlichen Stellungen, nachdem die Türken um 7:58 Uhr von Kumkale aus auf zwei Zerstörer geschossen hatten. Da von keiner der türkischen Festungen das Feuer erwidert wurde, erhielten die alliierten Schiffe den Befehl, vor der Küste zu ankern, um eine stabilere Schussposition zu haben. Gegen 11:00 Uhr meldete die Cornwallis ein defektes Ankerspill, so dass sie ihre Position nicht halten konnte und die Vengeance ihren Platz einnahm. Anschließend erhielt die Cornwallis den Befehl – wenn nötig –, als Aufklärungsschiff für die Triumph und die Inflexible zu agieren. Um 16:10 Uhr wurden die Cornwallis und die Vengeance zur Unterstützung der Suffren nach Kum Kale abkommandiert. Als man gegen 16:40 Uhr das Feuer einstellte, um die Festungen zu inspizieren, gerieten die sich nähernden Schiffe von den nord- und südlich gelegenen Festungen unter schweren Beschuss. Auch wenn mehrere andere Schiffe, darunter die Queen Elizabeth, ihnen zu Hilfe kamen, befahl Carden mit der einsetzenden Dunkelheit um 17:20 Uhr, den Angriff abzubrechen und sich zurückzuziehen.
Am 25. Februar unternahm die Cornwallis zusammen mit der Vengeance und den französischen Schlachtschiffen Suffren und Charlemagne einen weiteren Angriff auf die Festungen der Dardanellen. Zunächst eröffnete die Vengeance gegen 13:00 Uhr aus einer Entfernung von 3.700 m das Feuer auf Kumkale, bevor sie nach zehn Minuten abdrehte, um der Cornwallis den Angriff auf die Geschütze zu ermöglichen. Die beiden französischen Schiffe folgten und um 15:00 Uhr waren die osmanischen Geschütze tatsächlich ausgeschaltet, so dass die Minenräumboote vorrücken und die Minenfelder entfernen konnten. Die Cornwallis und der Rest der Flotte kehrten nach Tenedos zurück, während einige Schiffe zurückblieben, um den Minenräumern Deckung zu geben.
Am 1. März startete die britisch-französische Flotte erneut einen Angriff und konnte die Befestigungsanlagen bei Dardanos Erenköy und Çanakkale ausschalten. Am 4. März unternahm sie einen weiteren Vorstoß. Die Cornwallis wurde in der Meerenge stationiert, um einen Landungstrupp der Royal Marines zu decken. Sie landeten ohne Gegenwehr, stießen aber in dem Dorf in der Nähe des Forts schnell auf heftigen Widerstand, sodass sie sich zurückziehen mussten.

### Anlandungen in Gallipoli
Am 22. März, vier Tage nach dem gescheiterten Versuch der Marine, wurde beschlossen, die Infanterie einzusetzen, um die Halbinsel einzunehmen und die Festungen zu erobern. Die Vorbereitungen für die Landung dauerten einen Monat, was den osmanischen Verteidigern ausreichend Zeit zur Verstärkung gab. Die britischen Planer unterschätzten die Osmanen und gingen davon aus, dass die Invasion schnell beendet sein würde. Am 25. April wurde die Cornwallis dem 1. Geschwader unter Konteradmiral Rosslyn Wemyss zugeteilt; dort sollte sie zusammen mit der Implacable und dem Panzerkreuzer Euryalus die Landungsplätze W Beach und V Beach sichern. Nachdem die ersten drei Bataillone eingeschifft waren, stach das 1. Geschwader am frühen Morgen des 25. April in See. Nach der Ankunft in ihrem Landungsabschnitt bestiegen die Soldaten zunächst Trawler, die sie wiederum auf kleine Boote verlegten, um sie anzulanden. Nachdem die alliierten Streitkräfte an Land gegangen waren, unterstützte die Cornwallis deren Vormarsch auf das Dorf Sedd el Bahr, musste aber mit dem Eindringen alliierter Truppen gegen 7:30 Uhr erneut das Feuer einstellen. Anschließend griff sie die Verteidigungsstellungen an Landungsabschnitt W an. Der massive Widerstand der Osmanen verhinderte jedoch eine erfolgreiche Anlandung. Am 28. April 1915 nahm sie an einem Angriff auf Krithia teil, der von fünf französischen Kriegsschiffen angeführt und von vier weiteren britischen Kriegsschiffen unterstützt wurde.

#### Weitere Operationen
Nach der Evakuierung der alliierten Truppen wurde die Cornwallis zur Suez Canal Patrol verlegt, wo sie am 4. Januar 1916 eintraf. Dort wurde sie zum Geleitschutz im Indischen Ozean eingesetzt. Im März 1916 kehrte sie ins östliche Mittelmeer zurück und wurde von Mai bis Juni in Malta überholt.

### Verlust
Am 9. Januar 1917, die Cornwallis befand sich 60 sm östlich von Malta, wurde das Schiff von U 32 unter dem Kommando Kurt Hartwig von angegriffen. Ein von U 32 abgeschossener Torpedo traf die Cornwallis an Steuerbord auf Höhe von Querschott 88. Dadurch wurden der mittlere und achtere Kesselraum überflutet, wodurch das Schiff 10° nach Steuerbord krängte. Durch Gegenfluten konnte das Schiff wieder einigermaßen aufgerichtet werden.
Obwohl das Schiff sichtlich sank, wurden aufgrund der allgemeinen Verwirrung an Bord keine Aufzeichnungen gemacht. Alle wasserdichten Luken wurden geschlossen und alle anderen Maßnahmen zur Rettung des Schiffes waren in vollem Gange. Etwa 75 Minuten später wurde das Schiff jedoch von einem zweiten Torpedo getroffen. Dadurch begann das Schiff sehr schnell zu kentern, blieb aber lange genug schwimmfähig, um den größten Teil der Besatzung von Bord holen zu können. Etwa 1 Stunde und 45 Minuten nach dem ersten Treffer versank das Schiff schließlich. 15 Männer wurden getötet.

## Technik
Das Schiff hatte eine Länge von 131,67 m, eine Breite von 23,01 m und einen Tiefgang von 7,85 m. Die Verdrängung lag zwischen 13.483 t und 15.400 t. Sie besaß zwei mit Marsen versehene Masten, die jeweils einen Suchscheinwerfer trugen. Vier weitere Suchscheinwerfer waren auf der vorderen und hinteren Brücke montiert. Der Schiffsrumpf war mit Längsschotten unterteilt, die eine Gegenflutung zum Ausgleich von Unterwasserschäden ermöglichen sollten. Ihre Besatzung bestand aus 720 Offizieren plus Mannschaft.

### Antrieb
Das Schiff war mit zwei Vierzylinder-Verbunddampfmaschinen ausgestattet, die jeweils zwei Wellen antrieben und insgesamt 18.000 PS (13.000 kW) entwickelten, mit denen es eine Höchstgeschwindigkeit von 19 Knoten (35 km/h) erreichte. Der Dampf wurde von vierundzwanzig Belleville-Kesseln mit einem Arbeitsdruck von 300 Psi geliefert. Die Kessel waren in vier Kesselräumen aufgestellt und ihre Abgase wurden in zwei mittschiffs nah beieinander angeordnete Schornsteinen geleitet. Das Schiff konnte maximal 2.275 t Kohle mitführen, was ihm bei 10 Knoten (19 km/h) eine Reichweite von 6.070 Seemeilen (11.240 km) ermöglichte.

### Bewaffnung
Die Hauptbewaffnung bestand aus vier 305-mm-Geschützen auf PIII-Lafetten, die in Doppelgeschütztürmen an Bug und Heck montiert waren. Auf Grund des Elevationsbereiches von −5 Grad bis 13,5 Grad mussten die Geschütze auf 4,5 Grad zurückgesetzt werden, um geladen zu werden. Die Geschütze hatten eine Mündungsgeschwindigkeit von 781 bis 784 m/s und konnten bei einer Reichweite von 4.400 m 30 cm dicken Krupp-Zementstahl durchdringen. Bei maximaler Elevation hatten die Geschütze eine Reichweite von 14.000 m. Die Sekundärbewaffnung bestand aus zwölf 152-mm-Geschützen ebenfalls auf PIII-Lafetten in Kasematten, die in Schwalbennestern am Rumpf angeordnet waren, um das Schussfeld zu vergrößern und gleichzeitig die Stoßwirkung auf den Rumpf zu verringern, wenn die Geschütze nach vorne oder nach hinten feuerten. Die Geschütze hatten eine Mündungsgeschwindigkeit von 773 m/s und konnten bei einer Reichweite von 2.300 m 150 mm Zementstahl durchschlagen. Die maximale Elevation betrug 14 Grad, wodurch die Geschütze Ziele in einer Entfernung von bis zu 11.000 m bekämpfen konnten. Zur Abwehr von Torpedobooten waren zehn 76-mm-12-Pfünder-Schnellfeuergeschütze und sechs 47-mm-3-Pfünder-Schnellfeuergeschütze installiert. Außerdem war das Schiff mit vier 457-mm-Torpedorohren ausgestattet, die im Rumpf eingelassen waren.

### Panzerung
Der Panzergürtel war 72,54 m lang und 434,34 cm breit. Mittschiffs war er 177 mm dick und erstreckte sich bis kurz vor die vordere Barbette, danach wurde er allmählich von 127 mm auf 51 mm in der Nähe des Vorschiffs reduziert. Am hinteren Ende des Schiffes blieb das traditionelle Querschott erhalten, das ebenfalls 178 mm dick war. Hinter dem Schott wurde der Rumpf durch eine 25 mm dicke Seitenpanzerung geschützt. Der horizontale Schutz bestand aus zwei gepanzerten Decks, welche die wichtigsten Teile des Schiffes abdeckten. Das Hauptdeck verlief vom Vorschiff bis zum Heckschott und war mit der Oberseite des Gürtels verbunden; es war 25 bis 50 mm dick. Das Oberdeck war 25 mm dick und bedeckte nur die zentrale Zitadelle, während es an den Seiten zum Gürtel hinabfiel. Die zwischen den Decks und hinter dem Gürtel entstandenen Hohlräume wurden zur Lagerung von Kohle genutzt, was den zusätzlichen Vorteil hatte, die Festigkeit der Seitenschutzanlage zu erhöhen. Am Bug und am Heck befand sich unterhalb der Wasserlinie ein gewölbtes Panzerdeck, das sich von den Barbetten bis zu beiden Enden des Rumpfes erstreckte und 25 bis 50 mm stark war. Die Seiten der 305-mm-Geschützhauben waren 203 mm dick, die Rückseiten 254 mm und die Dächer 50 bis 76 mm. Die vordere Barbette war an der Außenfläche 278 mm über und 177 mm unter der Wasserlinie dick. Die Innenfläche lag 254 mm über und 101 mm unter der Wasserlinie. Die hintere Barbette war an der Außenseite 278 mm über und 254 mm unter dem Oberdeck dick. Die Innenfläche lag 254 mm über und 101 mm unter der Wasserlinie. Die Kasematten hatten 152 mm Panzerung und der Munitionsaufzug für die 152-mm-Geschütze war 50 mm dick. Der vordere Kommandoturm war zwischen 254 und 305 mm und der hintere mit 76 mm Panzerung geschützt.